# Munō na Nana
Munō na Nana (無能なナナ lit. Nana sin talento?), también conocida como Talentless Nana en inglés y Nana sin talento en España, es una serie de manga japonés escrita por Looseboy e ilustrada por Iori Furuya. Comenzó su serialización en la revista de manga Gekkan Shōnen Gangan de Square Enix desde el 12 de mayo de 2016 y hasta el momento se ha recopilado en trece volúmenes tankōbon. El manga es publicado digitalmente en Norteamérica por Crunchyroll. Una adaptación a serie de anime anuciada el 7 de abril de 2020, es producida por el estudio Bridge y se estrenó el 4 de octubre de 2020.

## Sinopsis
En un futuro cercano, los niños con poderes sobrenaturales comienzan a aparecer y para prepararlos en la próxima batalla contra los "Enemigos de la Humanidad", son enviados por el gobierno a una escuela de preparación ubicada en una isla lejana. Un día, una nueva estudiante llamada Nana Hiiragi llega a la escuela y pronto se vuelve cercana a los otros estudiantes. Los estudiantes conocen poco la verdadera naturaleza de los Enemigos de la Humanidad y la verdadera razón de Nana para unirse a la escuela.

## Personajes

### Principales
Nana Hiiragi (柊 ナナ Hiiragi Nana?)
 Seiyū: Rumi Ōkubo
Es la protagonista de esta obra. Es una persona sin talento que es transferida a la clase de Nanao con el propósito de matar a "los talentosos". Desde que sus padres fueron asesinados por una persona talentosa en su infancia, ha odiado fuertemente a ese tipo de persona. Se culpa por el asesinato de sus padres debido a que cuando llegó la policía ellos dijeron: "El criminal entró por la ventana de tu habitación que dejaste abierta", lo cual la traumatizó gravemente. Frente a sus compañeros de clase usa palabras honorables para aparentar una "personalidad brillante", también usa su alto nivel de perspicacia para fingir que su habilidad es "leer la mente". Después de enterarse de que su superior Tsuruoka fue quien asesinó a sus padres para manipularla, Nana se volvió contra él  y tiene la intención de matarlo para vengar a sus padres.
Nanao Nakajima (中島 ナナオ Nakajima Nanao?)
 Seiyū: Hiro Shimono
Un chico tímido de una familia adinerada que se siente presionado por su padre para convertirse en un líder donde quiera que vaya. Al principio, se lo ve como un estudiante sin talento y el protagonista inicial, pero luego revela que su talento es la capacidad de cancelar los efectos de otros talentos al tocarlos. 
Kyōya Onodera (小野寺 キョウヤ Onodera Kyōya?)
Seiyū: Yūichi Nakamura
Un misterios estudiante transferido que llegó a la escuela al mismo tiempo que Nana, con el talento de la inmortalidad. La inmortalidad de Kyouya le permite recibir ataques que normalmente matarían a alguien, como daño por fuego y veneno, y le permite regenerar heridas físicas. Aunque tiene la inmortalidad, todavía puede sentir dolor hasta cierto punto. Sin embargo, el precio por usar el talento de inmortalidad es que Kyoya comienza a perder la memoria al pasar más de 2 años, por lo que escribe diarios para explicarse a sí mismo sus circunstancias. Aunque tiene un comportamiento autoritario y prefiere ser reservado, desea hacer amigos y es un poco otaku. Como Nana, es extremadamente observador y rápido de asimilar su alrededor, pero sus habilidades deductivas quedan un paso por detrás de las de ella. Comienza a sospechar de su participación en la muerte de los estudiantes e investiga la verdad detrás de los Enemigos de la Humanidad después de que su hermana menor llegara a la misma isla y desapareciera cinco años antes. 
Michiru Inukai (犬飼 ミチル Inukai Michiru?)
 Seiyū: Mai Nakahara
Una niña amable que Nana a menudo piensa que se parece a un cachorro. Tiene el talento de curar a otros lamiendo sus heridas, pero no puede curar enfermedades y el inconveniente de su talento es que acorta su esperanza de vida rápidamente. Su naturaleza ingenua la lleva a confiar en Nana de todo corazón. Cuando fue a encontrarse con Tsurumigawa Rentaro en la orilla, Nana la protegió y casi muere, Michiru luego se sacrifica para resucitar a Nana y pierde la vida en el proceso.
Jin Tachibana (橘 ジン Tachibana Jin?)
 Seiyū: Kōji Yusa
Un talentoso poderoso que es un exalumno de la isla, actualmente hallándose escondido en ésta. Su talento le permite transformarse en cualquier criatura viviente e incluso utilizar sus talentos, siempre que otras personas no vean su transformación.

### Compañeros de clase
Yōhei Shibusawa (渋沢 ヨウヘイ Shibusawa Yōhei?)
 Seiyū: Toshiki Masuda
Un estudiante arrogante y perfeccionista que se preocupa profundamente por el decoro y sueña con usar su talento para cambiar la historia. Puede viajar hasta 24 horas hacia el pasado desde un determinado lugar, aunque su inconveniente es que solo puede hacerlo si los demás no lo perciben en el momento en que se teletransporta o regresara al presente. Además, cuanto más largo sea el salto atrás en el tiempo, más energía utilizará.
Moguo Iijima (飯島 モグオ Iijima Moguo?)
 Seiyū: Takuya Nakashima
El matón de la clase con el talento de la piroquinesis. A pesar de ser ruidoso, agresivo y egocéntrico, se preocupa por sus secuaces y compañeros de clase.
Shoichi Kosakai (小境 勝 子分A (Kobun A)?)
 Seiyū: Yūki Inoue
Un estudiante que es uno de los secuaces de Moguo. Posee el talento del magnetismo, aunque aún debe perfeccionarlo. 
Secuaz B de Moguo (子分B Kobun B?)
 Seiyū: Takeo Ōtsuka (actor de voz)
Otro estudiante que es uno de los secuaces de Moguo.
Rentarou Tsurumigawa (子分C Kobun C?)
 Seiyū: Yoshitaka Yamaya
Otro estudiante que es uno de los secuaces de Moguo. Su talento consiste en separar su espíritu de su cuerpo, este último quedando inconsciente hasta que el espíritu regrese a éste. 
Seiya Kori (郡 セイヤ Kori Seiya?)
 Seiyū: Hiromichi Tezuka
Un joven extravagante, atractivo y muy adorado por las chicas de la clase. Su talento consiste en congelar, sin embargo, éste se limita a congelar únicamente objetos y no personas. Es rival de Moguo, demostrándose reiteradas mediante competencias contra él, desatadas ya sea por necesidad de poder o de atención de sus compañeros. 
Kirara Habu (羽生 キララ Habu Kirara?)
 Seiyū: Yukina Tsutsumi
Una chica coqueta aunque malévola. Junto a Kaori, pasan el rato molestando a Michiru, tendiéndole bromas de mal gusto. Su talento consiste en envenenar a otros seres, pero el veneno no lo produce ella, lo incorpora de otros animales venenosos que necesita comer. 
Kaori Takanashi (高梨 カオリ Takanashi Kaori?)
 Seiyū: Yurie Kozakai
Una chica con personalidad parecida a la de Kirara, puesto que es amiga de ésta, también compartiendo el hábito de molestar a los débiles. Su talento es la teletransportación, cuyo rango es limitado (Es decir, no puede teletransportarse hacia zonas muy lejanas de las que se ubica en el momento).
Tsunekichi Hatadaira (葉多平 ツネキチ Hatadaira Tsunekichi?)
 Seiyū: Atsushi Tamaru
Yūka Sasaki (佐々木 ユウカ Sasaki Yūka?)
 Seiyū: Miyu Tomita
Una chica alegre y carismática quien adora salir con Shinji, su pareja. Ella posee el talento de la superfuerza, viéndose limitado únicamente si está cerca de felinos, debido a su reacción alérgica. 
Shinji Kazama (風間 シンジ Kazama Shinji?)
 Seiyū: Aiko Ninomiya
Un chico asocial que opta por aislarse en su cuarto en vez de asistir a clases. Las únicas pocas veces en las que se lo ha visto salir han sido para pasar el rato con Yuka, su pareja. Posee el talento de la necromancia, siendo capaz de revivir a los fallecidos sólo si tiene en su poder algún objeto que les pertenezca.  
Ryūji Ishii (石井 リュウジ Ishii Ryūji?)
 Seiyū: Tomohiro Ono
Fūko Sorano (空野 フウコ Sorano Fūko?)
 Seiyū: Yuna Kamakura
Profesor de aula (担任教師 Tannin Kyōshi?)
 Seiyū: Atsushi Kousaka
Tatsumi Tsuruoka (鶴岡 タツミ Tsuruoka Tatsumi?)
 Seiyū: Keiji Fujiwara
Un oficial afiliado al Consejo del gobierno y principal antagonista. Acogió y entrenó a Nana para convertirla en una asesina. Más adelante le confiesa a Nana que él fue quien asesinó a sus padres para evitar que éstos y otros intelectuales revelaran las atrocidades que cometía el Consejo en la isla y usarla en su plan de usar niños pequeños sin padres para matar a los Talentosos.
Rin Onodera (小野寺凛 Onodera Rin?)
La hermana menor de Kyoya. Rin nació con una afección cardíaca congénita, lo que provoca un sistema inmunológico debilitado. Perdió a su madre y a su padre a una edad temprana, lo que los obligó (a ella y a su hermano) a mudarse a una zona de vivienda más asequible. El gran cambio empeoró sus fiebres, por lo que su hermano se encargó de cuidarla constantemente. Siempre se sintió como una carga con las personas que tenían que cuidarla, por lo que decidió borrarse de la vida de su hermano reescribiendo sus diarios (él los guarda debido a los inconvenientes de su memoria). El lento proceso finalmente funcionó, y cuando ella se fue, su talento se despertó. Años después, Rin es capturada por Tsuruoka.

## Contenido de la obra

### Manga
Munō na Nana es escrito por Looseboy e ilustrado por Iori Furuya. Comenzó su serialización el 12 de mayo de 2016 en la revista Gekkan Shōnen Gangan de Square Enix, y hasta el momento ha sido compilada en trece volúmenes tankōbon.
| Volúmenes de manga publicados | Volúmenes de manga publicados | Volúmenes de manga publicados |
| Número                        | Fecha de publicación          | ISBN                          |
| ----------------------------- | ----------------------------- | ----------------------------- |
| 1                             | 22 de febrero de 2017         | ISBN 978-4-7575-5153-4        |
| 2                             | 22 de mayo de 2017            | ISBN 978-4-7575-5345-3        |
| 3                             | 22 de enero de 2018           | ISBN 978-4-7575-5586-0        |
| 4                             | 22 de octubre de 2018         | ISBN 978-4-7575-5873-1        |
| 5                             | 12 de julio de 2019           | ISBN 978-4-7575-6193-9        |
| 6                             | 11 de abril de 2020           | ISBN 978-4-7575-6588-3        |
| 7                             | 12 de octubre de 2020         | ISBN 978-4-7575-6894-5        |
| 8                             | 11 de junio de 2021           | ISBN 978-4-7575-7315-4        |
| 9                             | 12 de febrero de 2022         | ISBN 978-4-7575-7738-1        |
| 10                            | 12 de octubre de 2022         | ISBN 978-4-7575-8196-8        |
| 11                            | 12 de julio de 2023           | ISBN 978-4-7575-8658-1        |
| 12                            | 12 de abril de 2024           | ISBN 978-4-7575-9148-6        |
| 13                            | 12 de febrero de 2025         | ISBN 978-4-7575-9670-2        |

### Anime
El 7 de abril de 2020 se anunció una adaptación de la serie al anime. La serie está animada por Bridge y dirigida por Shinji Ishihira, con Fumihiko Shimo a cargo de la composición de la serie, Satohiko Sano diseñando los personajes y Yasuharu Takanashi componiendo la música en Nippon Columbia. El tema de apertura Broken Sky es interpretado por Miyu Tomita, y el tema de cierre Bakemono to Yobarete (バケモノと呼ばれて?) es interpretado por Chiai Fujikawa. La serie se estrenó el 4 de octubre de 2020 en AT-X, Tokyo MX, SUN y TVA, y contara con 13 episodios. Muse Communication obtuvo la licencia del anime en el sudeste asiático. Funimation adquirió la serie y la transmitirá en su sitio web en América del Norte y las islas británicas.
| Episodios | Episodios | Episodios               |
| Número    | Título | Fecha de estreno        |
| --------- | --- | ----------------------- |
| 1         | «Sin talento» «Munōryoku» (無能力)                                                                               | 4 de octubre de 2020    |
| 2         | «Viajero del tiempo» «Jikan Sokō» (時間遡行)                                                                     | 11 de octubre de 2020   |
| 3         | «Talentoso vs sin talento» «Nōryoku-sha VS Munōryoku-sha» (能力者ＶＳ無能力者)                                   | 18 de octubre de 2020   |
| 4         | «Curación» «Hīringu» (ヒーリング)                                                                                | 25 de octubre de 2020   |
| 5         | «Talentoso vs sin talento parte 2» «Nōryoku-sha VS Munōryoku-sha Pāto Tsū» (能力者ＶＳ無能力者ＰＡＲＴ2)         | 1 de noviembre de 2020  |
| 6         | «Necromancer» «Nekuromansā» (ネクロマンサー)                                                                     | 8 de noviembre de 2020  |
| 7         | «Necromancer parte 2» «Nekuromansā Pāto Tsū» (ネクロマンサー ＰＡＲＴ2)                                          | 15 de noviembre de 2020 |
| 8         | «Talentoso vs sin talento parte 3» «Nōryoku-sha Bāsasu Munōryoku-sha Pāto Surī» (能力者ＶＳ．無能力者 ＰＡＲＴ3) | 22 de noviembre de 2020 |
| 9         | «Supervivencia del más apto» «Tekisha Seizon» (適者生存)                                                         | 29 de noviembre de 2020 |
| 10        | «Espada invisible» «Miezaru Yaiba» (見えざる刃)                                                                  | 6 de diciembre de 2020  |
| 11        | «Espada invisible parte 2» «Miezaru Yaiba Pāto Tsū» (見えざる刃 PART2)                                           | 13 de diciembre de 2020 |
| 12        | «Espada invisible parte 3» «Miezaru Yaiba Pāto Surī» (見えざる刃 PART3)                                          | 20 de diciembre de 2020 |
| 13        | «Revival» «Ribaibaru» (リバイバル)                                                                               | 27 de diciembre de 2020 |